# Шандор Мараї
Ша́ндор Ма́раї (угор. Márai Sándor), ім'я при народженні Ша́ндор Ка́роль Ге́нрік Гро́сшмід де Ма́ра (угор. márai Grosschmid Sándor Károly Henrik; 11 квітня 1900, Кошиці — 22 лютого 1989, Сан-Дієго) — угорський письменник і журналіст.

## Біографія

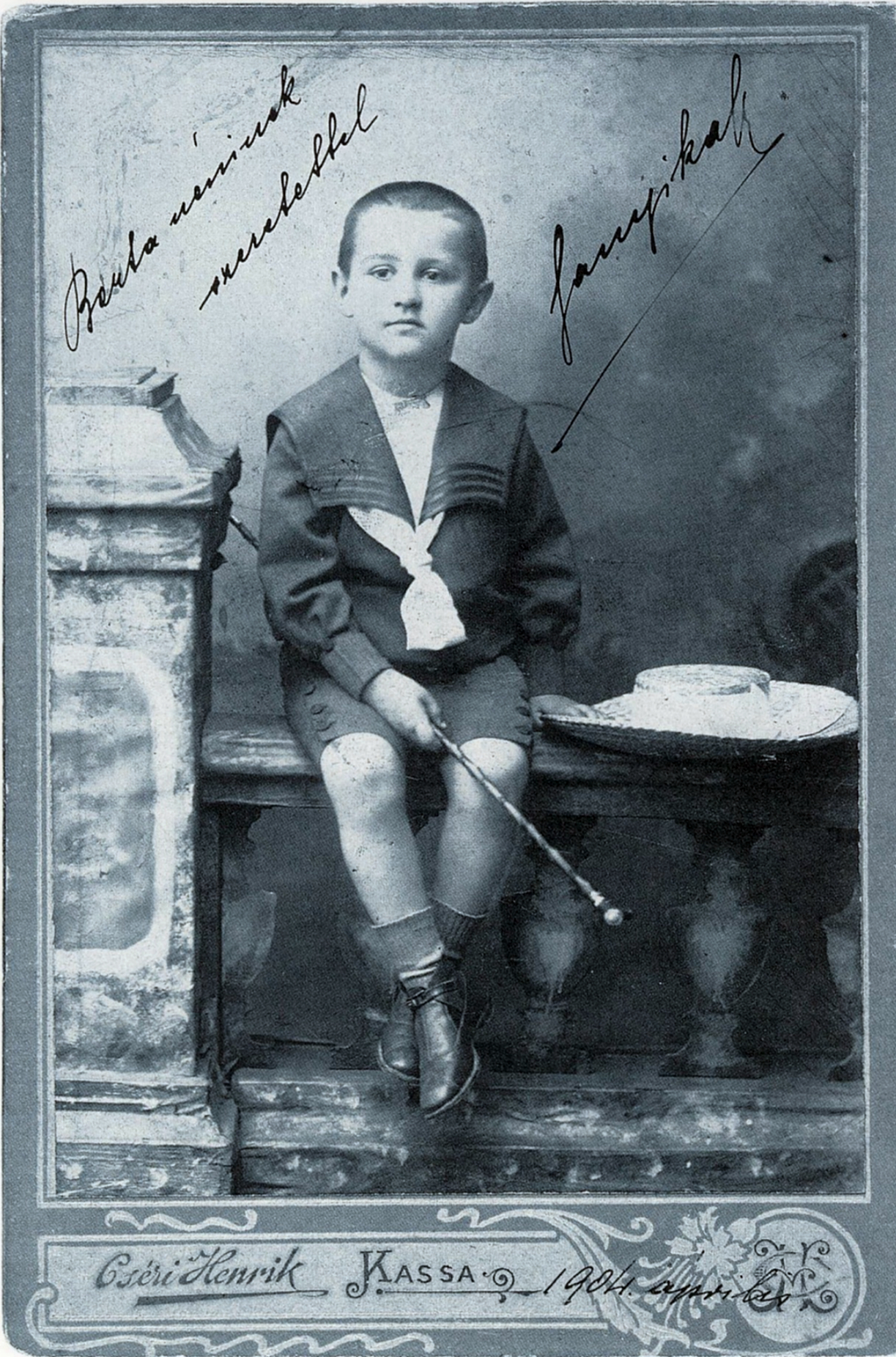
Шандор Мараї в дитинстві (1904 рік).

Народився у Кошицях (угорською Кошшо, тепер — місто в Словаччині) в родині з давнім саксонським походженням, яка з часом змішалася з угорцями. За батьковою лінією він був пов'язаний зі знатним угорським родом Орсагів (Ország). В ранні роки Марай мандрував Європою, мешкаючи у Франкфурті, Берліні та Парижі. При цьому якийсь час він писав німецькою, та згодом перейшов на угорську. 1928 року оселився у Крістінавароші (частина Будапешта). В 1930-их роках здобув популярність завдяки своєму точному реалістичному стилю. Він був першим, хто писав рецензії на твори Кафки.
Мараї з ентузіазмом писав про Віденський арбітраж, на яким Німеччина змусила Чехо-Словаччину та Румунію повернути частину угорських територій, втрачених Угорщиною за Тріанонським договором. Попри це нацисти критикували Мараї за «глибокий антифашизм», небезпечну позицію як для воєнного часу в Угорщині.
Мараї написав 46 книг, здебільшого романів; літературні критики визнають його одним із найвпливовіших представників літератури середнього класу в міжвоєнній Угорщині. В його романі A gyertyák csonkig égnek (тобто «Свічки догоріли», 1942, відомий також за назвою англійського перекладу «Embers» — «Жарини») виражено ностальгію за багатонаціональним та багатокультурним суспільством Австро-Угорської імперії, що нагадує твори Йозефа Рота.
Він був противником комуністичного режиму, що прийшов до влади в Угорщині після Другої світової війни, через що 1948 року емігрував із країни. Якийсь час мешкав у Італії, а згодом оселився в американському місті Сан-Дієго в Каліфорнії.
Він продовжував писати угорською, проте його не публікували в перекладах англійською до середини 1990-их. Після смерті своєї дружини (1986) і пасинка (1987) Мараї жив дедалі більш ізольовано. 1989 року в стані тяжкої депресії він покінчив життя самогубством, вистріливши собі в голову.
Значною мірою забуті, його праці було знову «відкрито» на початку 1990-их, після чого з'явилися переклади французькою, польською, каталонською, італійською, англійською, німецькою, іспанською, португальською, чеською, данською, ісландською, корейською, нідерландською та іншими мовами.
Роман «Свічки догоріли», в українському перекладі Максима Стріхи, надруковано в журналі "Всесвіт" (н.9-10, 2011).
Іменем Шандора Мараї названо угорську літературну нагороду, яку вручають з 1996 року.

## Галерея

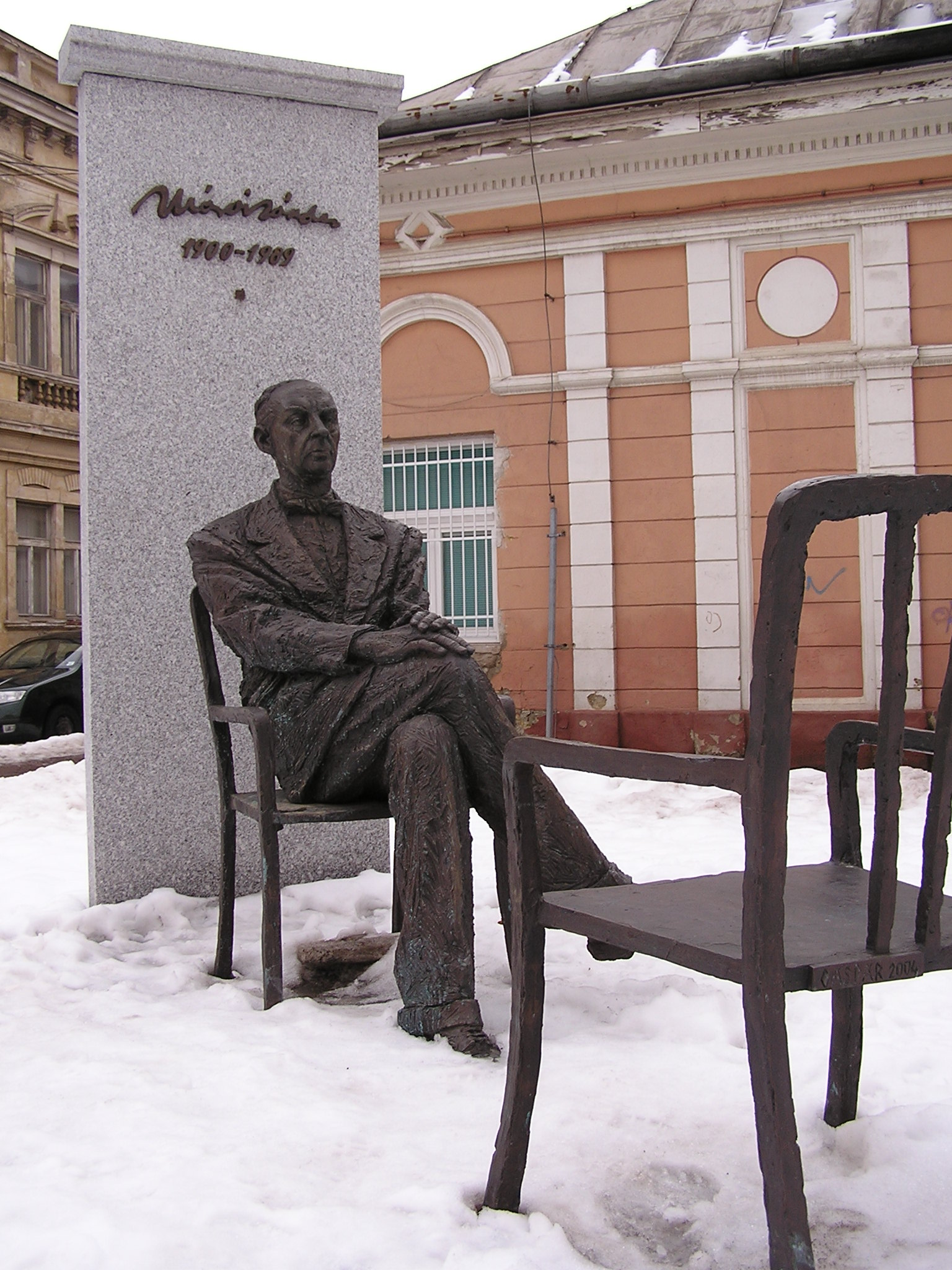
Пам'ятник Ш. Мараї в Кошицях
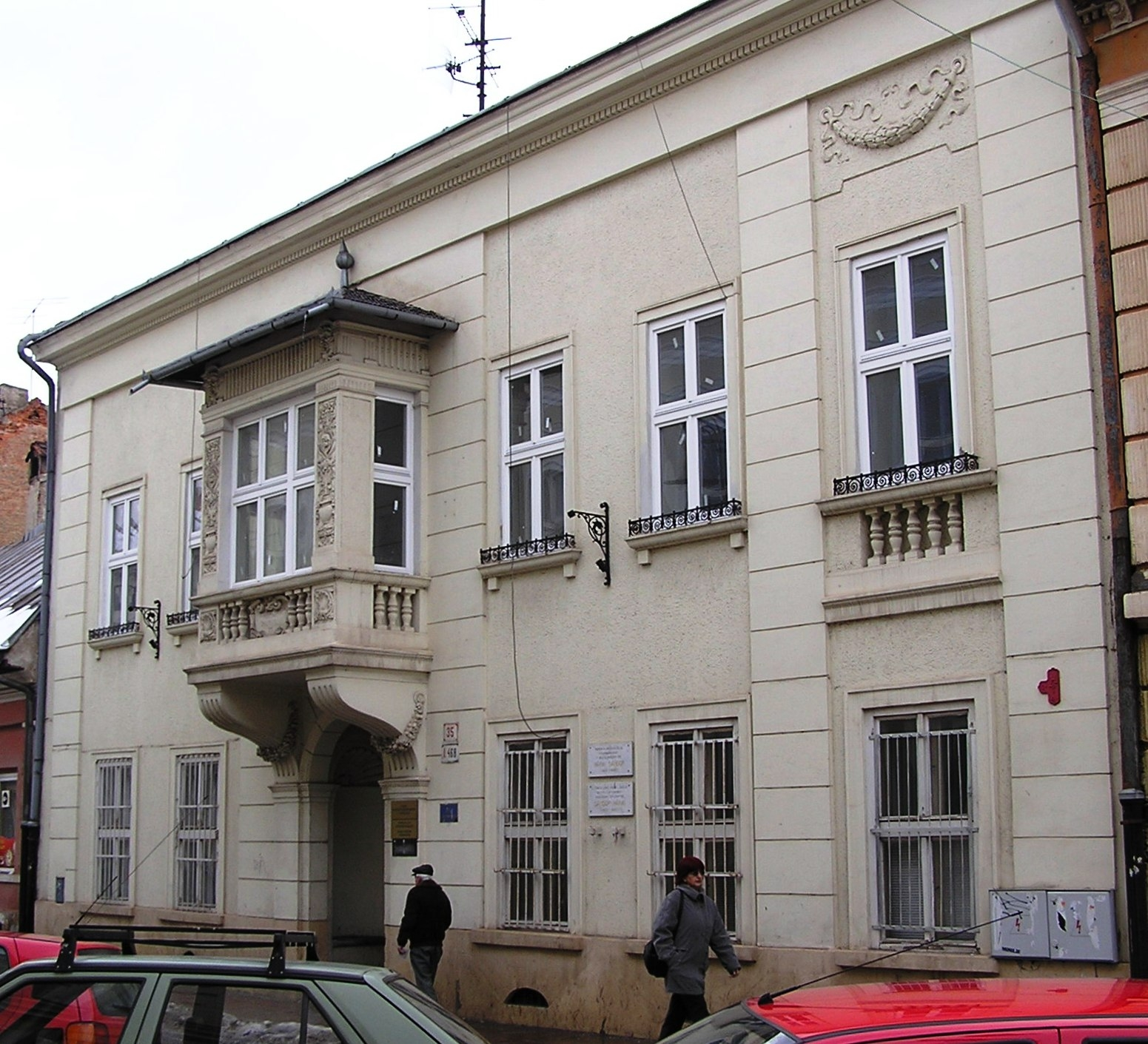
Місце народження Ш. Мараї
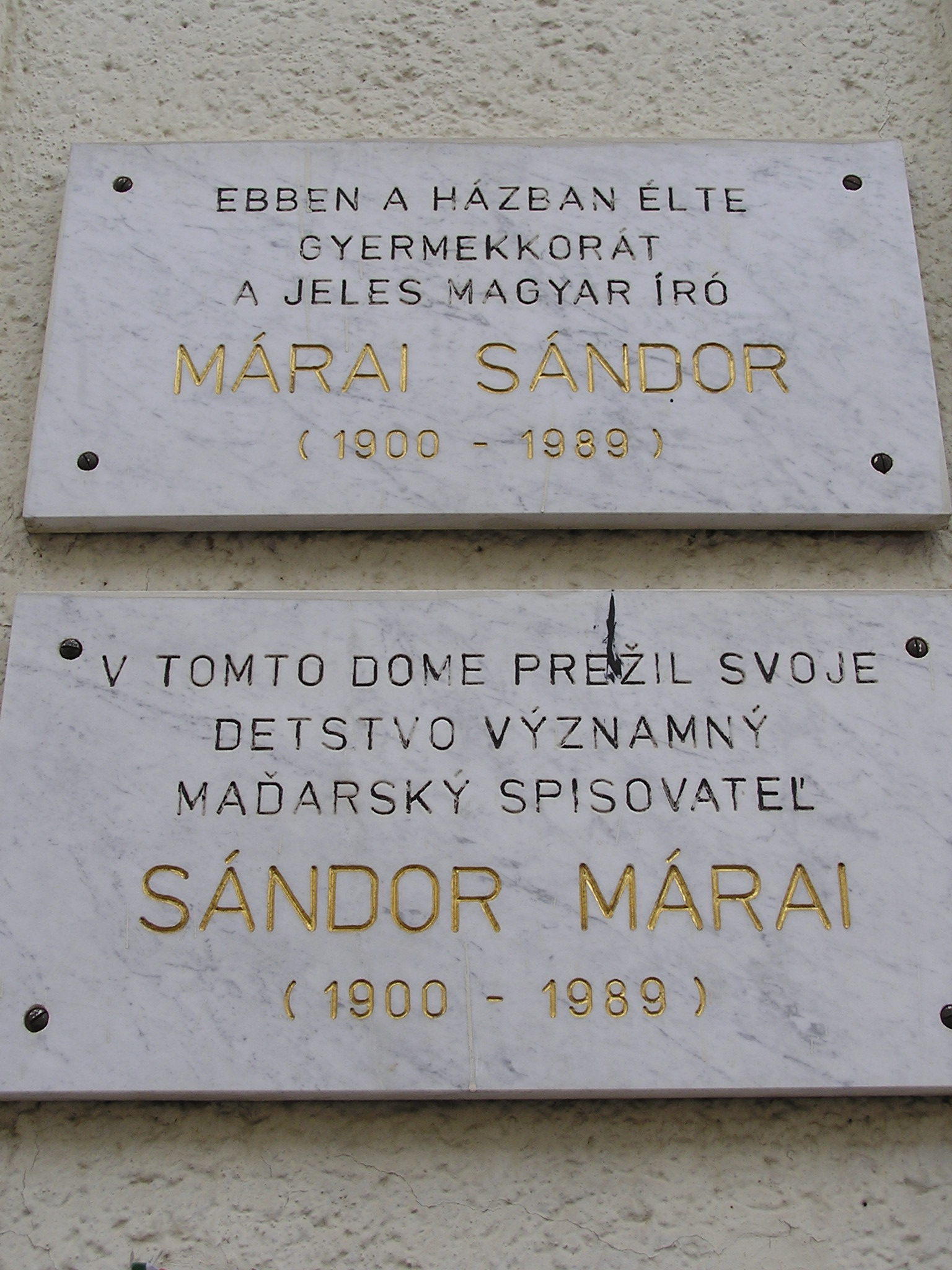
Меморіальна таблиця на будинку, де народився Ш. Мараї (угорською та словацькою мовами)
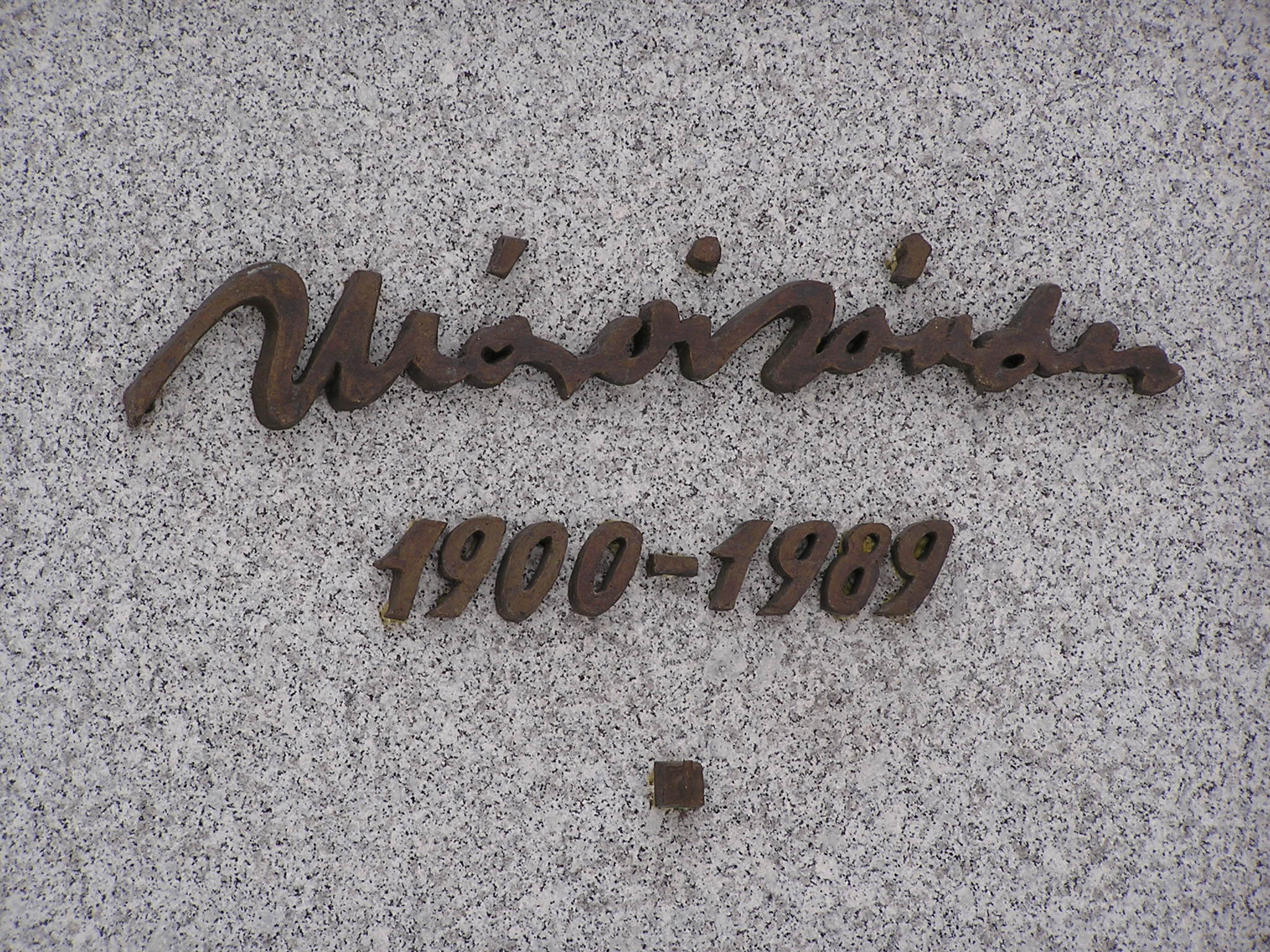
Підпис Ш. Мараї (деталь пам'ятника в Кошицях)

### Угорський період
- Emlékkönyv (versek) 1918
- Emberi hang (versek) 1921
- Männer (dráma) 1921
- Panaszkönyv (karcolatok) 1922
- A mészáros (regény) 1924
- Istenek nyomában (útirajz) 1927
- Bébi vagy az első szerelem (regény) 1928
- Mint a hal vagy a néger (versek) 1930
- Zendülők [A Garrenek műve I.] (regény) 1930)
- Idegen emberek (regény) 1930
- Műsoron kívül (tárcák, elbeszélések) 1931
- Csutora (regény) 1932
- Teréz (elbeszélés) 1932
- A szegények iskolája (esszé) 1933
- A sziget (regény) 1934
- Egy polgár vallomásai (regény) 1934
- Bolhapiac (elbeszélések, tárcák) 1934
- Egy polgár vallomásai 1-2. kötet (regény) 1935
- Egy polgár vallomásaiból (regényrészlet) 1935
- Farkasrét (vers) 1935
- Válás Budán (regény) 1935
- Naptárcsere (elbeszélés) 1935
- Kabala (elbeszélések, cikkek) 1936
- Napnyugati őrjárat (útirajz) 1936
- A féltékenyek [A Garrenek műve II.] (regény) 1937
- A négy évszak (prózai epigrammák) 1938
- Eszter hagyatéka — Déli szél (regény) 1939
- Vendégjáték Bolzanóban (regény) 1940
- Szindbád hazamegy (regény) 1940
- Kaland (színmű) 1940
- Kassai őrjárat (esszé) 1941
- Mágia (elbeszélések) 1941
- Az igazi (regény) 1941
- Jó ember és rossz ember (tárca) 1941
- Ég és föld (aforizmák, elmélkedések) 1942
- Röpirat a nemzetnevelés ügyében (tanulmány) 1942
- A gyertyák csonkig égnek (regény) 1942
- A kassai polgárok (dráma) 1942
- Füves könyv (prózai epigrammák, maximák) 1943
- Vasárnapi krónika (tárcák, cikkek) 1943
- Sirály (regény) 1943
- Bolhapiac (elbeszélések, tárcák) 1944
- Verses Könyv (versek) 1945
- Napló 1943—1944 1945
- Varázs (színjáték) 1945
- Ihlet és nemzedék (tanulmányok, esszék) 1946
- A nővér (regény) 1946
- Medvetánc (elbeszélések, tárcák) 1946
- Európa elrablása (útirajz) 1947
- Sértődöttek 1. A hang (regény) 1947
- Sértődöttek 2. Jelvény és jelentés (regény) 1948
- Sértődöttek 3. Művészet és szerelem (regény) 1948

### Еміграція
- Béke Ithakában (regény) 1952
- Napló (1945—1957) 1958
- Egy úr Velencéből (verses játék) 1960
- San Gennaro vére (regény) 1965
- Napló 1958—1967 1968
- Ítélet Canudosban (regény) 1970
- Rómában történt valami (regény) 1971
- Föld, föld…! (emlékezések) 1972
- Erősítő (regény) 1975
- Napló (1968—1975) 1976
- A delfin visszanézett (válogatott versek) 1978
- Judit… és az utóhang (regény) 1980
- Jób… és a könyve (színdarabok) 1982
- Harminc ezüstpénz (regény) 1983
- Napló (1976—1983) 1985
- A Garrenek műve (regény) 1988

### Посмертні видання
- Ami a Naplóból kimaradt (1945—1946) 1992
- Ami a Naplóból kimaradt (1947) 1993
- Ismeretlen kínai költő (1994)
- Napló (1984—1989) 1997
- Ami a Naplóból kimaradt (1948) 1998
- Ami a Naplóból kimaradt (1949) 1999
- Szabadulás (regény) 2000
- Vándor és idegen (Márai Sándor és Szőnyi Zsuzsa levelezése) 2000
- Eszter hagyatéka és három kisregény (A Szívszerelem című kiadatlan regénnyel) 2001
- Ami a Naplóból kimaradt (1950—1952) 1991
- Tájak, városok, emberek 2002
- Magyar borok 2002
- Írók, költők, irodalom 2003
- Kedves Tibor! (Simányi Tiborral való levelezése) 2003
- Ami a Naplóból kimaradt (1953-1954-1955) 2003
- Oroszország Márai Sándor szemével (fotóalbum) 2003
- Lucrétia fia (elbeszélések, 1916—1927) 2004
- Japán kert I—II. (publicisztikai írások, versek, elbeszélések) 2004
- Bölcsességek januártól decemberig (Füves könyv, az Ég és föld, A négy évszak és kimaradt bölcsességek együtt) 2004
- Ajándék a végzettől (publicisztikai írások gyűjteménye, 1937—1942) 2004
- Kitépett noteszlapok (Márai ausztriai és németországi lapokban megjelent írásai) 2005
- Lomha kaland (elbeszélések, 1928—1937) 2005
- A régi szerető (elbeszélések, 1938—1948) 2005